# Église orthodoxe roumaine
L’Église orthodoxe roumaine (en roumain : Biserica Ortodoxă Română) est une juridiction autocéphale de l'Église orthodoxe. Son Patriarche porte le titre d'« Archevêque de Bucarest, Métropolite de Munténie et Dobrogée, Locum Tenens de Césarée de Cappadoce, Patriarche de toute la Roumanie et président du Saint Synode, avec résidence à Bucarest » (le titulaire actuel est Daniel Ciobotea depuis le 12 septembre 2007). 
Deuxième Église orthodoxe par le nombre de ses fidèles après celle de Russie, elle compte la majorité de ses fidèles en Roumanie, mais elle en a aussi en Moldavie, en Ukraine, en Serbie, en Europe occidentale, aux États-Unis et au Canada. Les Roumains de Serbie qui se trouvent au sud du Danube sont les seuls qui ne bénéficient pas encore d'une liberté d'opinion religieuse totale car il leur est interdit de pratiquer en roumain. 
Après l'effondrement de la dictature communiste fin 1989, l'influence de l'Église est devenue très importante : émissions religieuses à la télévision (chaîne Trinitas TV) et à la radio, catéchisme à l'école publique intégré dans le cursus, exemption d'impôts alors que sa puissance foncière est considérable, lobbying politique, 15 000 prêtres et 41 000 moines, religieuses, bénévoles actifs et salariés soit davantage que le personnel hospitalier en Roumanie.

## Organisation

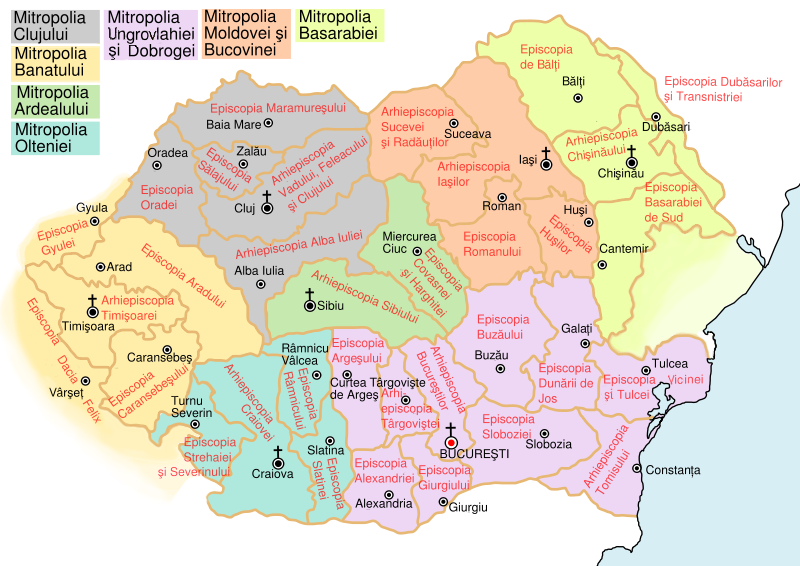
Carte des diocèses en Roumanie et en Moldavie.

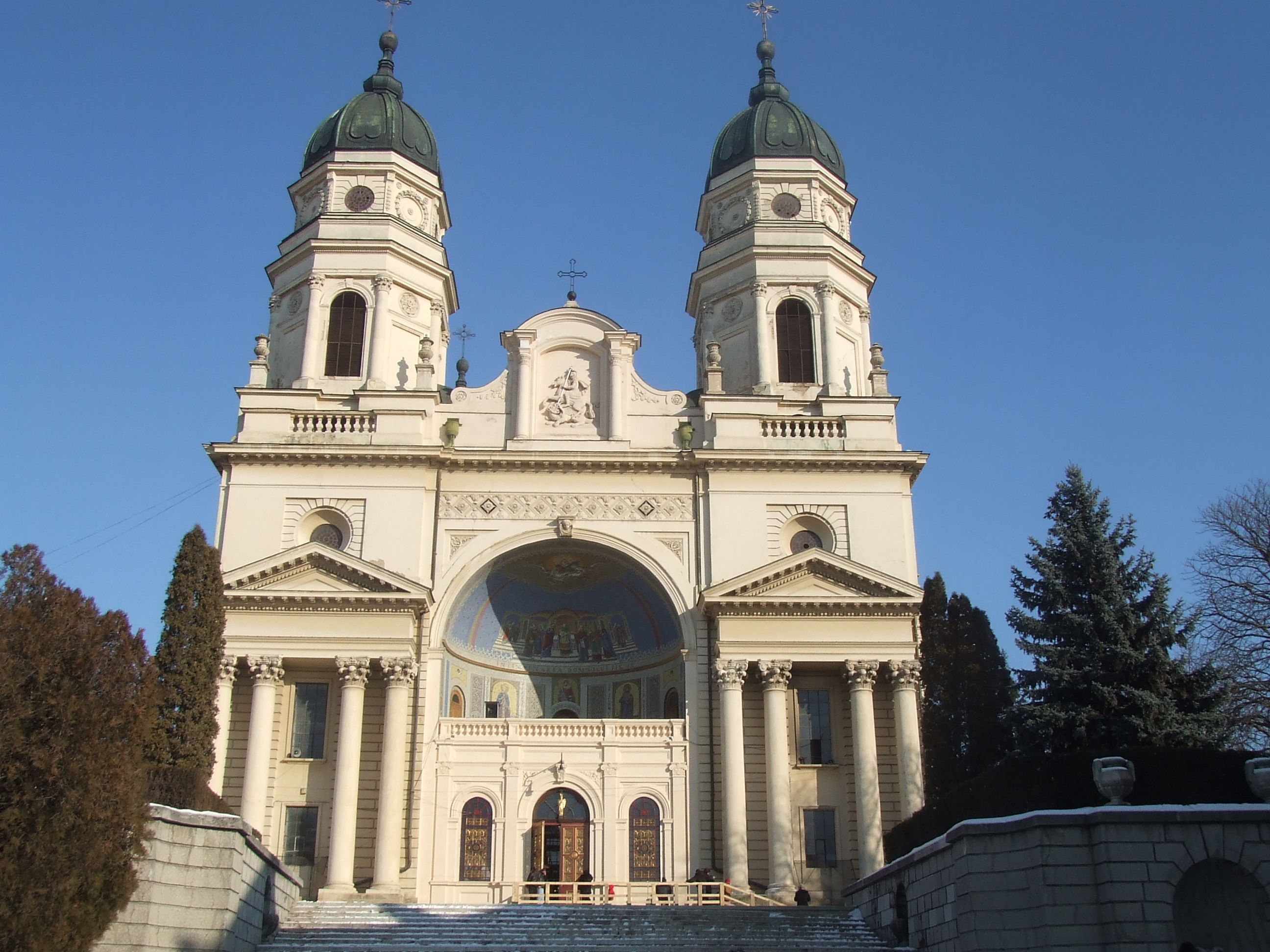
Basilique orthodoxe de Iași.

### Organisation territoriale
En République de Roumanie
- En Munténie et Dobroudja :
  - Archevêché de Bucarest
  - Archevêché de Tomis (siège à Constanța)
  - Archevêché de Târgoviște
  - Évêché de Buzău
  - Évêché d'Argeș et Muscel
  - Évêché de Dunărea de Jos
  - Évêché de Slobozia et Călărași
  - Évêché d'Alexandria et Teleorman

- En Olténie :
  - Archevêché de Craiova
  - Évêché de Râmnic

- En Transylvanie :
  - Archevêché de Sibiu

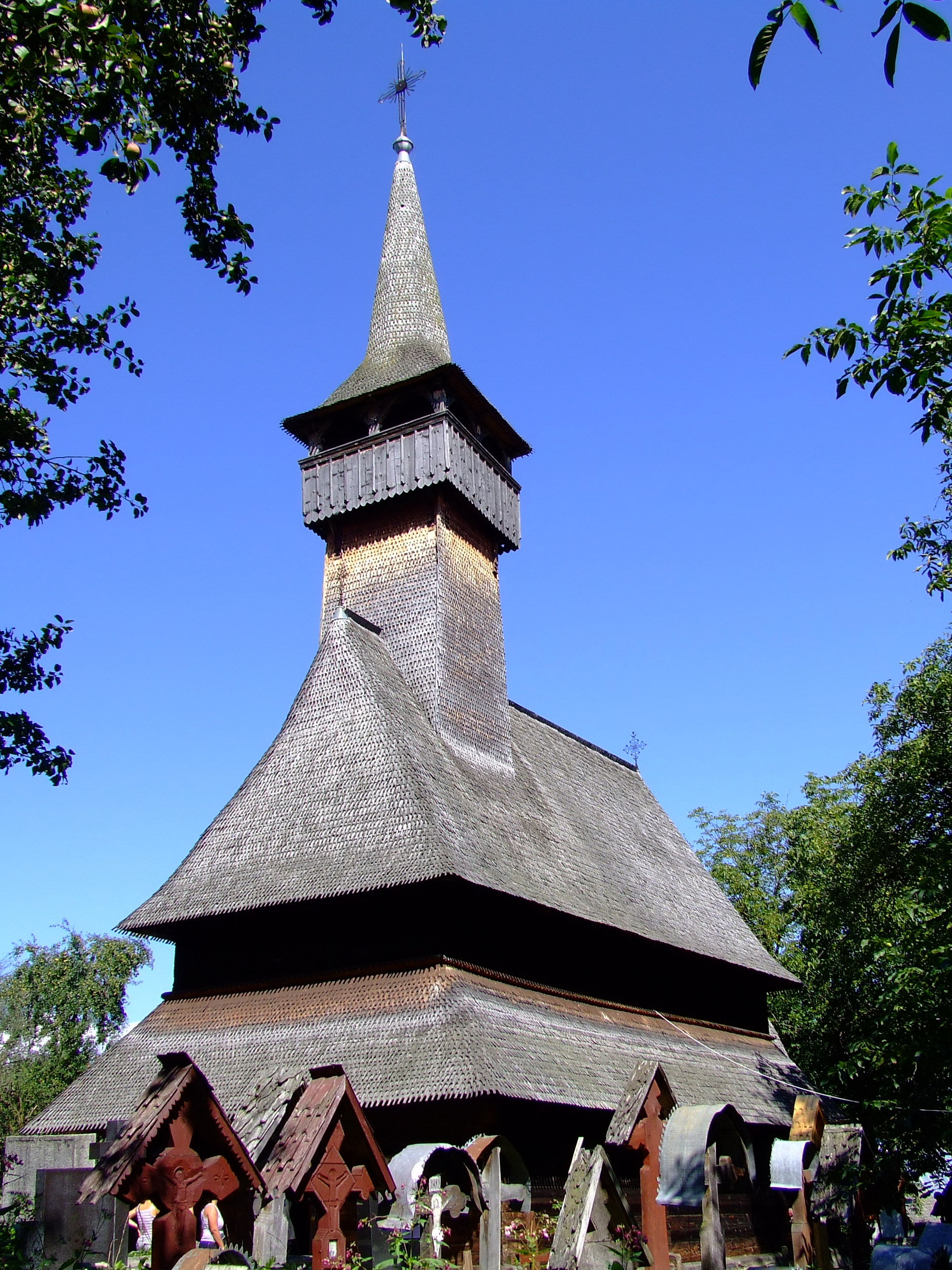
Église (en bois) de la Nativité et de la Vierge à Ieud.

  - Métropole de Cluj, Alba Iulia, Crișana et du Maramureș (Cluj-Napoca)
  - Archevêché de Vad, Feleac et Cluj
  - Archevêché d'Alba Iulia
  - Évêché de Covasna et Harghita
  - Évêché de Maramureș et Satu Mare
  - Évêché d'Oradea
  - Évêché de Zalău

- Dans le Banat :
  - Archevêché de Timișoara
  - Évêché d'Arad, Ienopole et Halmagiu
  - Évêché de Caransebeș

- En Moldavie et Bucovine :
  - Archevêché de Iași
  - Archevêché de Suceava et Rădăuți
  - Évêché de Roman
  - Évêché de Huși

En République de Moldavie :
- Métropole de Bessarabie (en République de Moldavie)
  - Archevêché de Chișinău
  - Évêché de Bălți
  - Évêché de Bessarabie du Sud et du Boudjak (Cantemir)
  - Évêché de Dubăsari et de Transnistrie

En dehors des pays roumanophones :
- - Métropole orthodoxe roumaine d'Allemagne et d'Europe centrale et du Nord
  - Évêché de Scandinavie (Stockholm)
  - Métropole orthodoxe roumaine d'Europe occidentale et méridionale
  - Évêché d'Italie
  - Évêché d'Espagne et du Portugal
  - Archevêché d'Amérique et du Canada
  - Évêché de Hongrie
  - Évêché de Serbie
  - Évêché d'Australie et de Nouvelle-Zélande (Melbourne)

En dehors de l'organisation territoriale de l'Église orthodoxe roumaine, il existe également en Roumanie des exarchats d'autres Églises orthodoxes, pour les minorités :
- Exarchat bulgare de Roumanie
- Exarchat hellénique de Roumanie
- Exarchat serbe de Roumanie
- Vicariat ukrainien de Roumanie

## Histoire

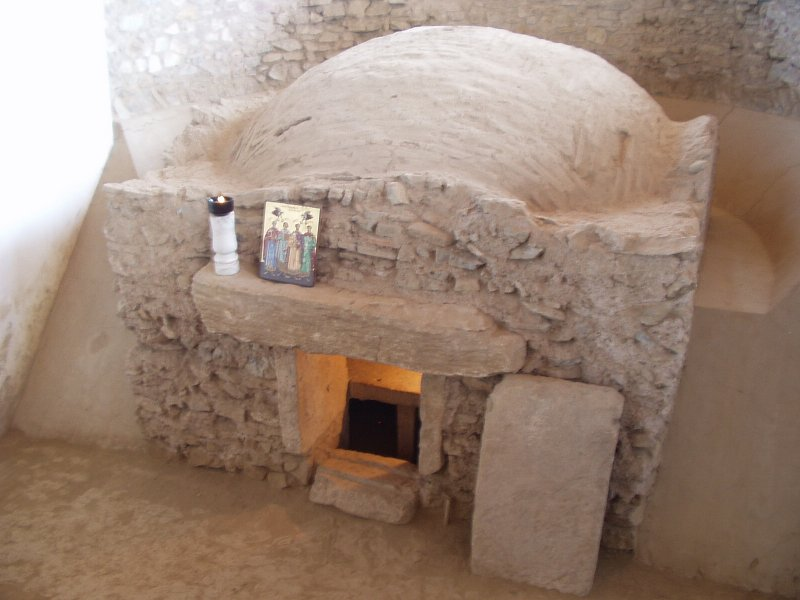
La tombe des quatre martyrs à Niculițel en 304-305. Deux autres martyrs de 249-251 reposent à côté.

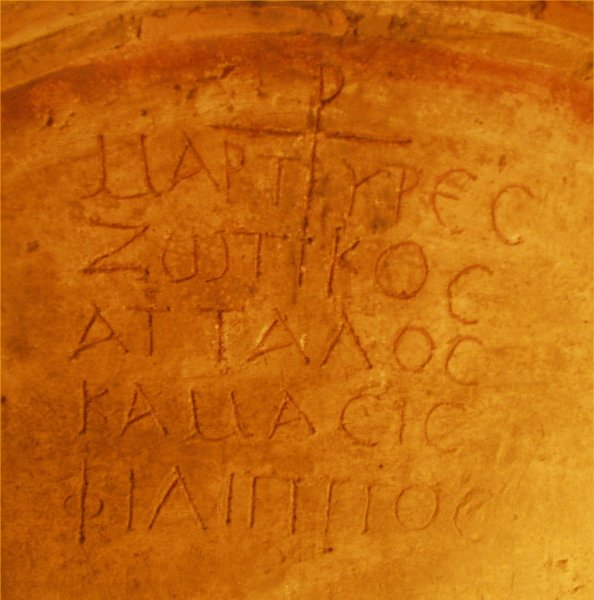
Inscription dans la tombe des quatre martyrs : Zotikos, Attalos, Kamasis et Philippos.

### Chronologie succincte
Source
- Selon la légende ecclésiastique roumaine, l'apôtre André serait venu en Scythie Mineure où il aurait été martyrisé sur une croix en X (en fait, il a été martyrisé à Patras en Grèce, où ses reliques se trouvent) ;
- 249-251 : deux premiers martyrs gètes sont inhumés à Niculițel ;
- 26 mars, 304 : autres martyrs daces: Montanus et sa femme Maxima sont noyés à cause de leur foi ; il s'ensuit une vague de martyres ;
- 304-305 : quatre nouveaux martyrs sont placés dans la tombe de Niculițel : Zotikos, Attalos, Kamasis et Philippos ;
- 311 : lorsque l'empereur Galère, d'origine dace, décrète la liberté de religion pour la première fois en 311, l'évêché de Tomis (Constanța) est élevé au rang de métropole, comprenant à elle seule au moins 14 diocèses ;
- IVe et Ve siècles : controverses entre orthodoxes et ariens : les Goths, qui dominent alors la région, choisissent l'arianisme et persécutent les orthodoxes ;
- VIe et Xe siècles : arrivées successives des Slaves qui progressivement deviennent chrétiens orthodoxes ;
- XIe et XIIIe siècles : les orthodoxes vivant entre le Danube et la Russie dépendent des éparchies de Severin aux Portes de Fer et de Vicina en Dobrogée, où résident des perichorètes (περιχωρέτοι : responsables des régions périphériques de l'Empire) qui envoient au nord du Danube des chorévêques (χωρεπισϰόποι : évêques itinérants des « Valaques » et des « Sklavènes ») ; les éparchies des Sklavinies dépendent du patriarche de Constantinople ;
- XIVe siècle : constitution des métropoles autonomes d'« Hongro-Vlachie » et de « Moldavie », sous obédience du patriarche de Constantinople ; le premier métropolite de Valachie sera le perichorète de Vicina : Hyacinthe ;
- 1429 : construction du monastère de Căpriana en Moldavie (sous juridiction de la métropole de Moldavie de l'époque) ;
- 1812 : la Moldavie orientale passe sous contrôle russe et prend le nom de Bessarabie. Il y avait à ce moment 749 églises et de nombreux monastères dans ce territoire : tout est rattaché en 1836 au patriarcat de Moscou. Aujourd'hui la plupart appartiennent à l'église russe de Moldavie, une minorité est sous obédience roumaine ;
- 15 décembre 1864 : déclaration unilatérale d'autocéphalie de la métropolie orthodoxe roumaine unie ;
- 7 mai 1885 : reconnaissance de l'autocéphalie par le patriarche de Constantinople ;
- 4 février 1925 le siège de Bucarest est élevé au rang de patriarcat par Constantinople : le premier patriarche étant Mgr. Miron Cristea.

En comparaison avec la Valachie et la Transylvanie, on trouve le plus grand nombre de monastères médiévaux fortifiés en Moldavie.

### Cathédrale du salut de la nation roumaine

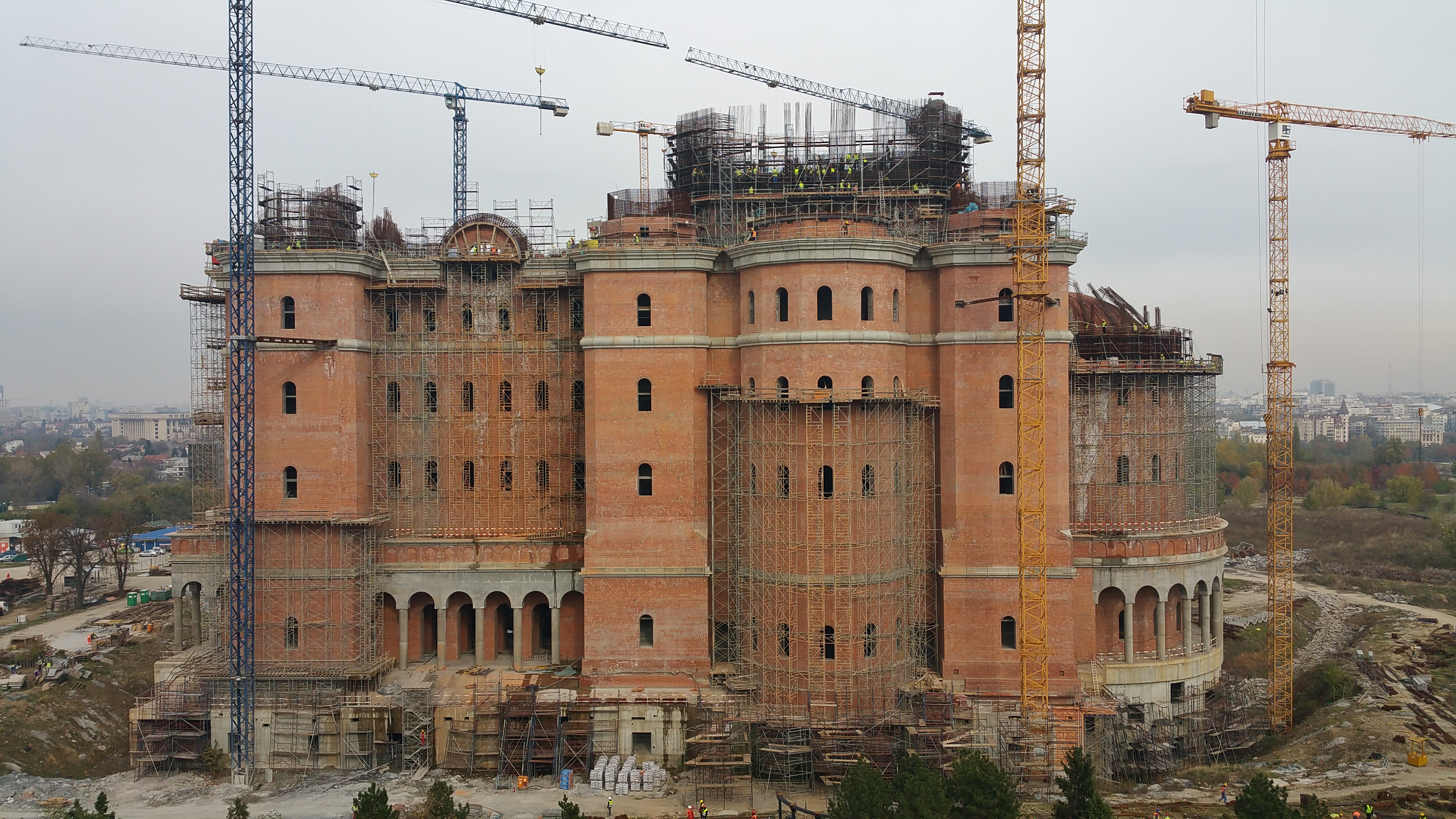
La cathédrale du salut de la nation roumaine en cours de construction (novembre 2017).

Dans le centre de Bucarest, près du Palais du Peuple d'inspiration stalinienne, la plus grande église de Roumanie est en construction, selon la loi spécialement votée au parlement le 12 octobre 2004 et publiée le 29 octobre 2004, qui précise aussi son nom : « Catedrala Mântuirii Neamului Românesc » (« cathédrale du salut de la nation roumaine »). Le bâtiment devrait atteindre plus de 120 m de haut, accueillir plus de 5 000 fidèles et englober une bibliothèque, un hôtel, des salons de réception et la résidence du Patriarche de l’Église orthodoxe roumaine. Le Patriarcat motive ce chantier par le fait que les églises de Bucarest seraient trop petites pour la population de la capitale et que le patriarche Miron Cristea avait déjà proposé un projet similaire, mais l'entreprise est très critiquée pour cinq raisons :
- le « salut d'une nation » advient par le devoir de mémoire, la catharsis des crimes, l'adoption de valeurs humanistes et la lutte contre la corruption, non par un bâtiment pharaonique de plus dans la continuité de ceux du régime communiste ;
- les églises historiques démolies dans les années 1980 sous la dictature de Nicolae Ceaușescu n'ont toujours pas été reconstruites, alors que les architectes et les spécialistes du patrimoine ont pris soin de les photographier sous tous les angles, d'en relever les plans, d'en conserver les œuvres d'art et même, dans certains cas, les pierres elles-mêmes, numérotées et entreposées ;
- les fonds sont en grande partie publics, alors que les hôpitaux manquent de lits, de personnel et d'appareils, et que de nombreux médecins roumains doivent s'expatrier ; l’estimation du coût du chantier n’est pas consensuelle et va de 400 millions à 1 milliard d’euros[4] et des surcoûts non négligeables sont à prévoir pour les finitions de l’édifice : le chantier connaît des interruptions et retards dus au fait que les caisses de l’État sont souvent vides ;
- son encombrement, alors que les lignes de tramways déconnectées au centre-ville, sous le régime communiste, n'ont toujours pas été reconnectées plus d'un quart de siècle après la Libération, ce qui oblige le public à marcher plus d'un kilomètre par tous les temps, à travers une circulation pléthorique et dangereuse, pour aller d'un terminus à l'autre ;
- selon des architectes et historiens de l'art tel Gheorghe Joja, les cathédrales ne font pas partie de la tradition orthodoxe roumaine.

Sa construction a été financée à 70 % par l’État (le pape Jean Paul II en son temps avait fait un don de 180 000 euros) ce que le patriarche Daniel a justifié comme une « réparation » pour les cinq églises détruites dans le quartier par le régime communiste.

## Étymologie des mots roumains du dogme théologique orthodoxe
Certains sont d'origine latine, rappelant l'implantation du christianisme en Mésie et Scythie mineure durant l'Antiquité tardive, d'autres d'origine grecque, slavonne et même hongroise, rappelant les anciennes obédiences de l'église orthodoxe des roumains au Moyen Âge, rattachée tantôt au patriarcat grec de Constantinople, tantôt aux patriarcats slaves balkaniques de Pescium (Peci), de Lychnidus (Ohrid), de Preslav et de Târnova (Veliko Trnovo) ; de cette seconde période datent aussi son ancienne langue liturgique slavonne et son alphabet gréco-cyrillique spécifique qui fut longtemps celui de la langue roumaine dans les pays où vivaient les roumains (Transylvanie vassale de la Hongrie, Moldavie, Valachie et sud du Danube sous influence byzantine, bulgaro-valaque et finalement ottomane). 

### Pour les sacrements
En roumain, sacrement se dit taina, du slavon, signifiant aussi « mystère », « caché » (ascuns du latin abscondere). Le mot taina ou similaire veut dire secret en russe, bulgare, polonais, tchèque, serbe, croate.

### Pour le salut des âmes
Pour la notion chrétienne du salut, le roumain utilise mântuire du hongrois menteni, izbăvire du slavon izbaviti, cerească salvare du latin caelum salutare, « salut du ciel », slobozire du slavon svobod « libre », « libéré », limpezire du latin limpidus, ou enfin scăpare du latin excappare, « échapper ».

### Pour la repentance, modestie, humilité et sagesse
On utilise aussi le mot repentance ((ro) pocăința) du slavon pokoje. Pour être reçu au paradis ((ro) rai, mot slavon) et recevoir le salut, il faut avoir été humble ((ro) smerenie slavon sŭmĕriti, ou umilință du latin humilitas) qui est l'opposé de l'hypocrisie/orgueil (fățărnicie du mot față « apparence », trufie du latin trophaeum « trophée », ainsi que les mots proto-roumains îngâmfare qui veut dire « se gonfler », prefăcatorie qui veut dire « dissimulation, faux-semblant ».
La « sagesse en dévotion volontaire » (cucernicie du latin conquerire) est un autre concept de la doctrine du salut.

### Pour l'universalité de l'Église
Le mot pour église, (ro) biserică, est unique en Europe. Il vient du mot latin basilica, vaste édifice sur le forum, du grec βασιλική / basilikê, « salle royale », féminin de βασιλικός / basilikós, « royal ». 

### Pour la grâce/miséricorde, le saint-esprit, l'amour, la tolérance
En roumain, duh, mot slavon signifie l'esprit de Dieu, le Saint-Esprit, par contradiction avec spirit qui veut dire esprit plutôt mauvais.
Le har, mot grec, veut dire la grâce/miséricorde de Dieu.
L'amour (en roumain : iubire qui est l'amour actif du slavon ljubiti, dragoste qui est un sentiment permanent du slavon dragostĩ) est un commandement (porunca du slavon porončiti, ou comanda s'il s'agit de quelque chose d'automatique, ou encore ordin s'il s'agit d'un ordre) du Jésus annonciateur du salut (Isus vestitorul) du slavon vestia l'« annonce », (Isus mântuitorul) du hongrois menteni.

## Relations avec les autres Églises

### Relations avec l'Église orthodoxe vieille-ritualiste lipovène
- Avril 2002 : Première rencontre historique entre le primat de l'Église orthodoxe vieille-ritualiste lipovène Léonce et le primat de l'Église orthodoxe roumaine Théoctiste.

### Relations avec l'Église catholique romaine
- 1439 : le métropolite Damien de Moldavie signe le décret d'union du Concile de Bâle-Ferrare-Florence-Rome, resté sans suite.
- 1698 : union d'une partie des orthodoxes transylvains avec l'Église de Rome, à l'origine de l'Église grecque-catholique roumaine.
- 10 mai 1927 : concordat signé entre l'État roumain et le Vatican, dénoncé par le gouvernement communiste roumain le 17 juillet 1948 (expulsion du nonce apostolique et confiscation de tous les biens et avoirs catholiques en Roumanie).
- 1950 : le régime communiste qui a noyauté l'Église orthodoxe et persécute les Églises catholiques, offre à l'Église orthodoxe roumaine tous les biens de l'Église grecque-catholique roumaine, interdite.
- à la chute de la dictature communiste, l'Église orthodoxe roumaine retrouve sa liberté de culte (Noël 1989) mais n'entend pas rendre quoi que ce soit à qui que ce soit, et s'auto-proclame « premier pilier identitaire de la nation roumaine » (primul stîlp al identității românești)[9].
- 1999 : le pape Jean-Paul II visite la Roumanie et rencontre les dirigeants du pays et de l’Église orthodoxe. Il est le premier pape à visiter un pays à majorité orthodoxe depuis la séparation des Églises d'Orient et d'Occident, mais il n'obtient ni la signature d'un nouveau concordat, ni la rétrocession aux institutions catholiques de leurs biens et lieux de culte confisqués par les communistes, car le patriarche Théoctiste de Bucarest et du parlement sont issus de la nomenklatura, et de telles décisions ne sont pas dans le pouvoir du président Emil Constantinescu.
- Mai 2019 : le pape François visite la Roumanie et rencontre le patriarche Daniel Ciobotea. Ce dernier réitère le retrait (décision n° 423 du 3 mars 1993) de la protection canonique accordée en 1972 par l’Église orthodoxe roumaine à une dissidence catholique française passée à l’orthodoxie : l’« Église catholique orthodoxe de France » (dont l’archiprêtre Gilles Bertrand-Hardy avait été sacré évêque orthodoxe le 11 juin 1972 sous le nom de Germain par le Métropolite Nicolas du Banat). En échange, le pape François réitère l’usufruit accordé à l’Église orthodoxe roumaine pour 426 lieux de culte (dont 306 en Italie) mis à la disposition de la diaspora roumaine en Europe occidentale par l’Église catholique, à charge pour les fidèles roumains de les rénover et entretenir[8].

## Démographie
Selon le recensement de la population de 2011, 16 307 004 citoyens roumains déclarent appartenir à l'Église orthodoxe roumaine, parmi eux, 96,5 % de Roumains et 2,1 % de Roms.